# Exercise-induced laryngeal obstruction
Exercise-induced laryngeal obstruction (EILO) är ett medicinskt tillstånd som innebär att struphuvudet förträngs vid ansträngning. EILO yttrar sig som andnöd och ibland även respiratoriska biljud, så kallade stridor. Dessa symptom går i allmänhet över inom någon eller några minuter. Tillståndet kan till svenska översättas med ansträngningsutlöst förträngning av struphuvudet. Många gånger misstolkas EILO som astma. Individer som har astmaliknande besvär i samband med träning och där behandling inte ger tillräcklig effekt, bör genomgå utredning för EILO.
EILO förekommer hos omkring 5 procent av ungdomar i yngre tonåren.

## Diagnostik
Diagnosen EILO ställs genom CLE-test (Continuous Laryngoscopy during Exercise). Vid ett CLE-test undersöks patienten med fiberskopi av struphuvudet samtidigt som hen utför en maxansträngning, vanligtvis på ergometercykel, löpband eller roddmaskin. Fiberlaryngoskopet förs in via ena näsborren och fixeras till huvudet i en hjälm eller motsvarande. Detta ger undersökaren en kontinuerlig bild av hur struphuvudet ser ut och förändras under testets gång. Struphuvudets öppning graderas från 0–3 på två nivåer, glottiskt (i stämbandsplanet) respektive supraglottiskt (mjukvävnaden vid struphuvudets öppning). Grad 0–1 bedöms som normalt medan grad 2–3 på någon eller båda av nivåerna bedöms som förträngning förenlig med EILO.
I Sverige finns utrustning och kompetens för CLE-test på ett flertal ÖNH-kliniker, bl.a. på sjukhusen i Uppsala, Östersund, Västerås, Hudiksvall, Lund. I Finland finns möjlighet till CLE-test i Helsingfors.